# منحنی تقاضا

نمونه‌ای از جابجایی منحنی تقاضا. انتقال منحنی از D1 به D2 به معنای افزایش تقاضا است که اثراتی بر روی دیگر متغیرها خواهد داشت

منحنی تقاضا نموداری دوبعدی یا سه‌بعدی است که ارتباط میان تقاضا و یک یا دو متغیر دیگر را بر پایهٔ جدول یا تابع تقاضا نمایش می‌دهد. محور عمودی در منحنی تقاضا بیانگر قیمت و منحنی افقی بیانگر میزان تقاضا است. قانون تقاضا بیان می‌کند که هزینه‌ها با میزان تقاضا رابطهٔ معکوس دارند. منحنی تقاضای بازار حاصل‌جمع منحنی‌های تقاضا است. بنابراین، اگر این نمودار بخواهد با قانون تقاضا همخوانی داشته باشد، باید شیب رو به پایین بدارد. اما یک اشتباه رایج این است که تصور می‌شود همهٔ منحنی‌های تقاضا باید شیب منفی داشته باشند، در حالی که باید بین منحنی تقاضای بازار و منحنی تقاضای واحدهای جداگانه تفاوت قائل شد.
در شرایطی که همهٔ عوامل به غیر از هزینه را ثابت در نظر بگیریم، محل تقاطع منحنی تقاضا و منحنی عرضه، نقطهٔ تعادل بازار برای میزان تقاضا و هزینه‌ها است. این نقطه تنها نقطهٔ پایدار منحنی است.

## جابجایی منحنی
منحنی‌های تقاضا در دنیای واقعی ثابت نیستند. علت تغییر منحنی وجود پارامترهای بسیاری به غیر از تغییرات قیمت کالاهاست. یکی از این پارامترها درآمد است. تغییرات در این پارامترها موجب جابجایی منحنی تقاضا می‌شود.